# 로가다람쥐
로가다람쥐 또는 믄타와이다람쥐(Callosciurus melanogaster)는 다람쥐과에 속하는 설치류의 일종이다. 수마트라섬 서부 해안 연안 믄타와이 제도의 20여 종의 토착종 중의 하나이다. 3종의 아종이 알려져 있다. 작은 고립된 개체군과 서식지 감소 때문에 국제 자연 보전 연맹(IUCN)에서 "취약종"으로 분류하고 있다.

## 아종
- C. m. melanogaster
- C. m. atratus
- C. m. mentawi